# Achalinus ater
Achalinus ater е вид влечуго от семейство Xenodermatidae. Видът е незастрашен от изчезване.

## Разпространение
Разпространен е във Виетнам и Китай (Гуанси и Гуейджоу).